# 沃尔帕拉
沃尔帕拉（義大利語：Volpara），是意大利帕维亚省的一个市镇。总面积3.89平方公里，人口130人，人口密度33.4人/平方公里（2009年）。国家统计（ISTAT）代码为018183。